# 石狩市立双葉小学校
石狩市立双葉小学校（いしかりしりつふたばしょうがっこう）は、北海道石狩市花川北4条に所在する公立小学校。

## 沿革
2009年、若葉小学校の閉校後も校舎を使用するため、校舎耐震・大規模改修工事が着工し、2010年2月に校舎耐震・大規模改修工事が完了した。4月、若葉小学校と紅葉山小学校の閉校により統合校として「石狩市立双葉小学校」（児童335名 14学級）が開校した。
年表
- 2007年（平成19年）- 適正規模配置の基本方針決定、統合説明会実施[1]。
- 2008年（平成20年）- 教育委員会で統合決定、統合準備委員会を設置、校名決定[1]。
- 2009年（平成21年）- 校舎耐震大規模改修工事（2010年2月完了）[2]
- 2010年（平成22年）- 石狩市立双葉小学校が開校、言語通級指導教室を開設[1]。
- 2012年（平成24年）- ユネスコスクール登録[1]。
- 2013年（平成25年）- 特別支援学級（弱視）を開設[1]。
- 2017年（平成29年）- 教育目標一部改訂　特別支援学級（肢体不自由）を開設[1]。
- 2018年（平成30年）- 学校いじめ防止基本方針改訂[1]。

## 教育目標
- 自ら学び 考える子[5]
- 思いやり 助け合う子[5]
- 体をきたえ 元気な子[5]
- 目標をもち やりぬく子[5]

## 通学区域
通学区域は以下の通り。
- 花川北1条1丁目 - 4丁目
- 花川北2条1丁目 - 4丁目
- 花川北3条1丁目 - 3丁目
- 花川北4条1丁目 - 5丁目
- 花川北5条1丁目 - 3丁目
- 花川北6条4丁目

## 進学先中学校
- 石狩市立花川中学校
- 石狩市立花川北中学校

## 交通アクセス
- 北海道中央バス （16・麻15・麻16）花畔団地線「花川北5条2」停留所下車、徒歩4分[7]。